# Porto Acre
Porto Acre là một đô thị thuộc bang Acre, Brasil. Đô thị này có diện tích 2985 km², dân số năm 2007 là 12116 người, mật độ 4,06 người/km².